# Naturschutzgebiet Ahauser Klippen und Stausee
Ahauser Klippen und Stausee ist ein Naturschutzgebiet (NSG) in der Stadt Attendorn und in der Gemeinde Finnentrop im Kreis Olpe in Nordrhein-Westfalen. Es liegt östlich des Kernortes Attendorn. Der Großteil der Fläche befindet sich auf dem Gebiet der Gemeinde Finnentrop. Das Gebiet wird durch die Landesstraße 539 in zwei Teilflächen geteilt. Teilbereiche des Ahauser Stausees gehören zum NSG. Das 23,92 ha große Gebiet ist seit dem Jahr 2003 als Naturschutzgebiet ausgewiesen. Ein Teil des Naturschutzgebietes ist eine von zehn Teilflächen des Fauna-Flora-Habitat-Gebietes Kalkbuchenwälder, Kalkhalbtrockenrasen und -felsen südlich Finnentrop (DE-4813-301).

## Beschreibung und Wert des Gebietes
Das LANUV führte zum Wert des NSG aus: „Auf engstem Raum existiert eine Abfolge trockenwarmer und geogener Sonderbiotope bis hin zu amphibischen und limnischen Lebensräumen. Die Carbonatfelsen der Ahauser Klippen gehören zu den höchsten natürlichen Felsbiotopen des Kreises Olpe. Im Naturraum extrem selten sind auch die Schlucht- und Hangwälder in enger Verzahnung zu trockenwarmen Wäldern. Die Flachwasserzone des Stausees ist weiterhin ein bedeutender Rastplatz für Wasservögel im Sauerland. Die Fels-Wald-Biotope des Naturschutzgebietes bilden einen herausragenden Refugialbiotop im carbonatisch geprägten Biotopverbund des Massenkalks innerhalb der Attendorn-Elsper Kalksenke. Die Ahauser Klippen sind ein zentrales Biotopelement innerhalb des FFH-Gebietes "Kalkbuchenwaelder, Kalkhalbtrockenrasen und - felsen südl. Finnentrop". Der Ahauser Stausee wiederum ist gemeinsam mit dem ca. 6 km entfernten NSG Gilberginsel der Biggetalsperre ein bedeutender Rast- und Ruheraum für Wasservögel. Von besonderer Bedeutung für einen effektiven Gebietsschutz ist der Verzicht jeglicher forstlichen Nutzung im Bereich der Fels-Lebensräume und die Aufrechterhaltung von Ruheräumen um den Stausee.“

## Lebensräume und Arten

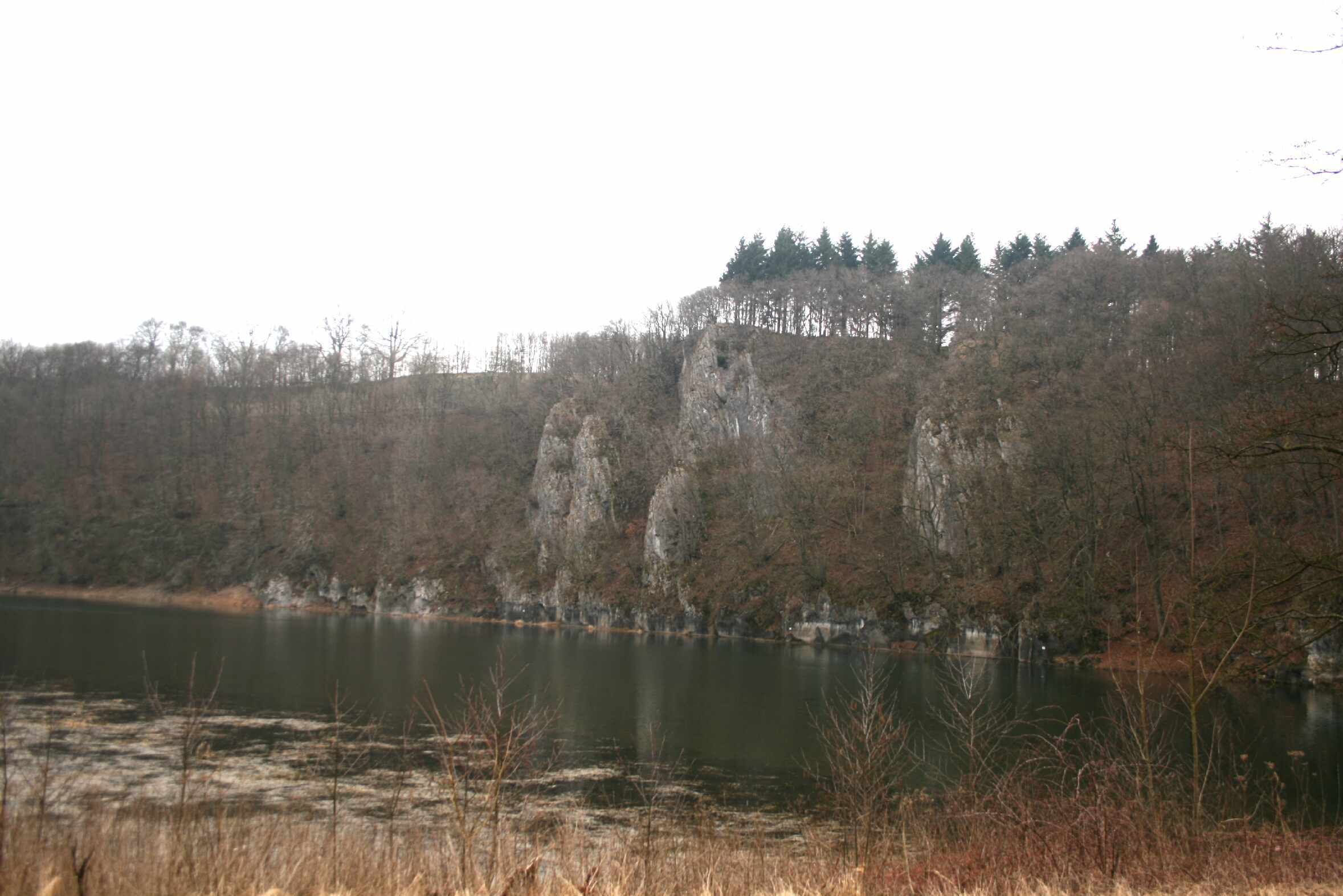
Nordseite des NSG mit Ahauser Klippen

Neben den Kalkfelsen  mit Felsspaltenvegetation und Teilen des Stausees befinden sich Waldbereiche im Schutzgebiet. Bei den Waldbereichen handelt es sich um Winterlinden-Hainbuchenschuttwald, Orchideen-Kalkbuchenwald, Waldmeister-Buchenwald, Schlucht- und Hangmischwälder.
Im Naturschutzgebiet brütet der Uhu.

## Schutzzwecke und Zielvorgabe für das NSG
Laut Datenbank der LANUV erfolgte die Ausweisung zur Erhaltung, Herstellung und Wiederherstellung:
- „Überregional bedeutsamer Lebensräume und Lebensstätten seltener und gefährdeter sowie landschaftsraumtypischer Tier- und Pflanzenarten insbesondere der Kalkfelsen mit seltenen Moos- und Pflanzengesellschaften. In ihrer natürlichen Vergesellschaftung sind insbesondere zu schützen: ein exponierter Winterlinden-Hainbuchenschuttwald, ein Orchideen-Kalkbuchenwald und ein Waldmeister-Buchenwald,“
- „Von Biotopen und Vorkommen der wildlebenden Tier- und Pflanzenarten, die in den Anhängen I und II der FFH-Richtlinie aufgeführt sind. Soweit Biotope oder Arten bedroht sind und ihre Erhaltung von besonderer Bedeutung ist, sind sie als prioritär eingestuft. Hierbei handelt es sich um folgende Biotope gemäß Anhang I der FFH-Richtlinie: Schlucht- und Hangmischwälder (9180, prioritärer Lebensraum),  Orchideen-Kalk-Buchenwald (9150), Waldmeister-Buchenwald (9130), Kalkfelsen mit Felsspaltenvegetation (8210). Außerdem handelt es sich um Biotope für folgende im Schutzgebiet vorkommende Vogelarten, auf die sich der Artikel 4 der Vogelschutzrichtlinie bezieht: Uhu (Bubo bubo),“
- „Aus wissenschaftlichen, naturgeschichtlichen, landeskundlichen und erdgeschichtlichen Gründen.“
- „Wegen der Seltenheit, besonderen Eigenart und der hervorragenden Schönheit des Gebietes.“

Als Zielvorgabe führt das LANUV auf: „Das für die Geltungsdauer dieser Verordnung hinausgehende langfristige Ziel für die Waldflächen ist die Entwicklung eines Laubwaldgebietes mit den für die heimischen Laubwaldgesellschaften typischen Arten. Dazu gehört auch die Überführung der Altersklassenbestände in naturnahe Laubwälder mit einem Mosaik der standörtlichen Variationen und der verschiedenen Bestandsstufen einschließlich der Alt- und Totholzphase.“